# Senftenberg (Buttenheim)
Senftenberg ist ein Gemeindeteil der Gemeinde Buttenheim im oberfränkischen Landkreis Bamberg in Bayern.

## Lage
Die Einöde mit Kapelle liegt und auf einer Bergnase nördlich des Ortes Gunzendorf liegt. Der vordere Sporn der Bergnase erreicht hinter der Kapelle eine Höhe von 399 m ü. NHN, der hintere Höhenzug oberhalb der Keller von 435 m ü. NHN. Der Name Senftenberg rührt vermutlich vom Wort Sumpf her, weil die Hänge des Berges selbst in trockenen Monaten relativ feucht sind.

## Geschichte
Vermutlich um 1000 n. Chr. stand auf dem Berg eine Burg mit dem Namen Obersenftenberg. Geschützt war die Anlage durch Wallanlagen und Gräben. Die früheste urkundliche Erwähnung stammt aus dem Jahre 1243.
In der zweiten Hälfte des 13. Jahrhunderts bauten die Edelfreien von Schlüsselberg eine zweite Burg auf dem Senftenberg mit dem Namen Niedersenftenberg. Dort befindet sich heute die Sankt-Georgs-Kapelle. Die erste urkundliche Erwähnung Niedersenftenbergs war im Jahre 1295. In dieser Urkunde wird Vogt Ulrich von Senftenberg genannt. 1296 war Konrad von Senftenberg Vogt. Ein Jahrhundert existierten beide Burgen nebeneinander. Im Bauernkrieg im Jahr 1525 wurde die Burg Niedersenftenberg zerstört.

## Sankt-Georgs-Kapelle
Die erste Kapelle in der Burg Niedersenftenberg, dem heiligen Georg geweiht, wurde erstmals 1308 urkundlich erwähnt. Bei der Zerstörung der Burg im Bauernkrieg wurde auch die Kapelle verwüstet. Doch bald darauf wurde an gleicher Stelle eine neue Kapelle erbaut, deren Patron wiederum der heilige Georg war. In den Jahren 1668/69 erfolgte ein dritter Kapellenneubau mit dem Patrozinium des heiligen Georg. Baumeister war der Schweizer Valentin Juliot von Gufle.

## Georgiritt

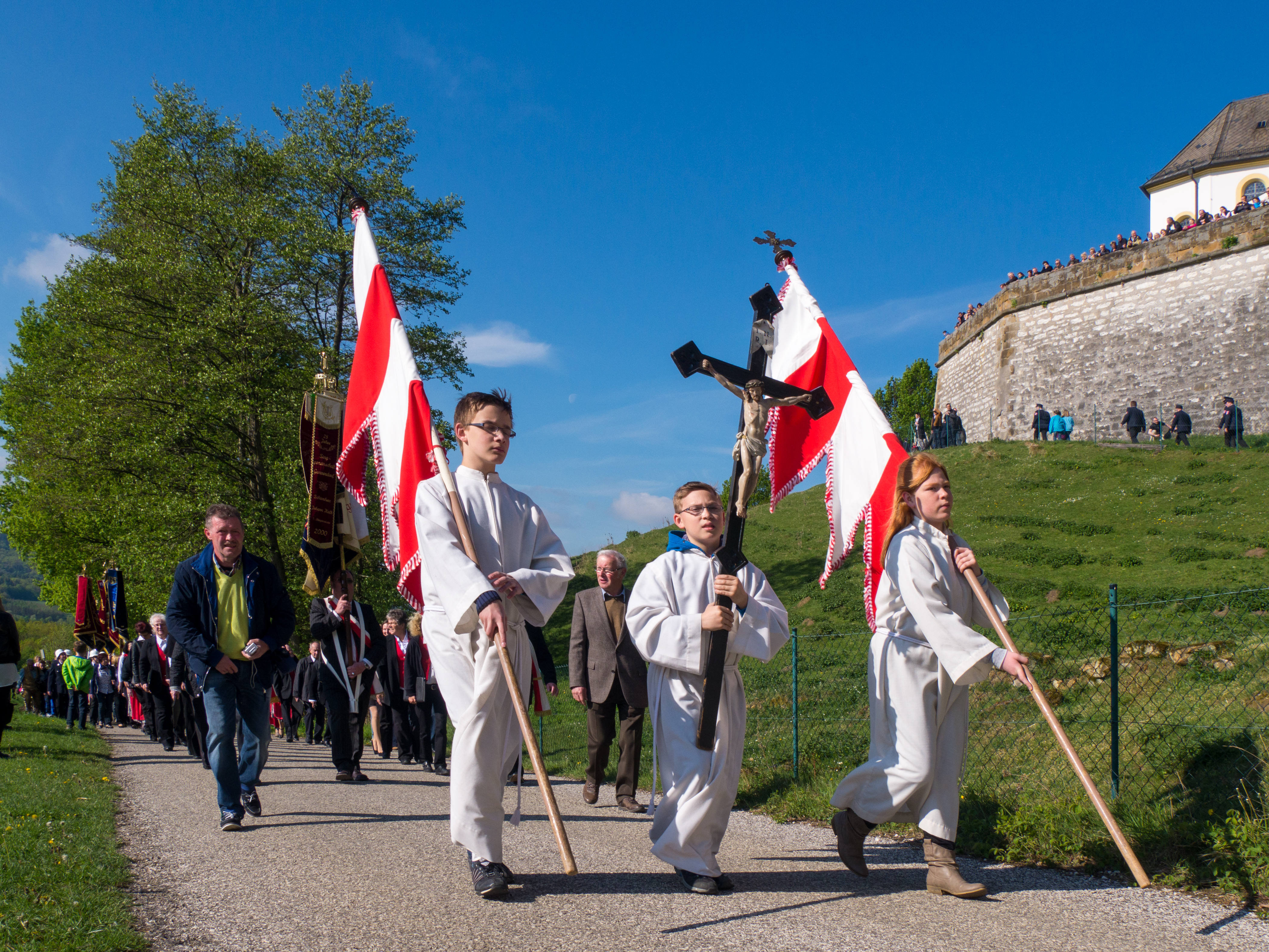
Georgiritt zum Senftenberg 2014

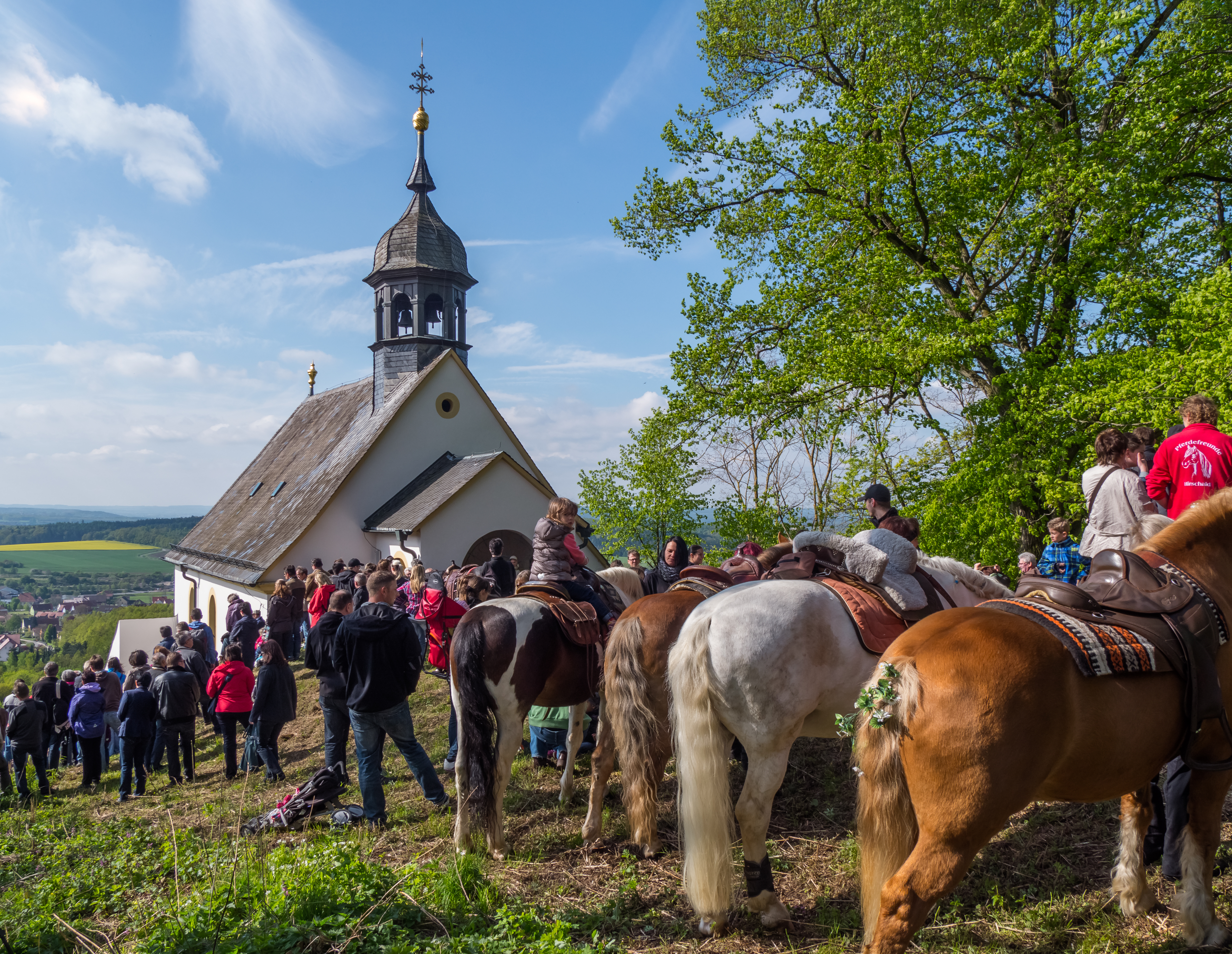
Georgiritt 2014

Bereits im 16. Jahrhundert ritten einzelne Bauern zum Senftenberg, um den heiligen Georg, der auch der Schutzpatron der Bauern war, um Hilfe zu bitten. Das Gotteshaus wurde erstmals Wallfahrtskirche zu Ehren des Heiligen Georg, nachdem ab 1618 wundersame Erhörungen, die auf die Fürsprache des Heiligen zurückgehen sollen, bekannt wurden. Die Wallfahrt ging über Jahrhunderte und endete 1848, als zwei Männer bei einer Rauferei ums Leben kamen.
Hinauf zur Kapelle führt ein Kreuzweg mit 14 Stationen. Er wurde im Jahr 1898 angelegt und vermutlich in den 1960er-Jahren mit Betonplatten befestigt. Die Stationen und der Weg wurden 2002 wegen schlechtem Zustand und starker Beschädigung für über 100.000 Euro saniert.
Auf Fürsprache des Frankendorfer Bürgermeisters und Hufschmieds Georg Brütting und des Gunzendorfer Kuraten Johann Georg Barnickel wurde der Georgiritt mit Erlaubnis des Bistums Bamberg nach dem Zweiten Weltkrieg wiederbelebt. Am 26. April 1951 fand der erste neue Georgiritt nach über 100 Jahren statt. Er wird jährlich am Sonntag nach dem Fest des Heiligen Georg (23. April) durchgeführt, jedoch nicht als Wallfahrt, sondern als Prozession zu Ehren des Heiligen Georg.